# Amylonotus
Amylonotus — рід грибів родини Bondarzewiaceae. Назва вперше опублікована 1975 року.

## Класифікація
До роду Amylonotus відносять 7 видів:
- Amylonotus africanus
- Amylonotus flavus
- Amylonotus gyroporus
- Amylonotus labyrinthinus
- Amylonotus ochrocroceus
- Amylonotus ramosus
- Amylonotus tenuis